# Concierto para piano n.º 2 (Ginastera)
El Concierto para piano n.° 2 Op. 39 fue compuesto por Alberto Ginastera en 1972. 

## Historia
La obra fue comisionada por la Orquesta Sinfónica de Indianápolis para la pianista Hilde Somer, a quien está dedicado el concierto. Fue interpretado por primera vez por Somer y la Orquesta Sinfónica de Indianápolis, dirigida por Izler Solomon, el 22 de marzo de 1973.

## Instrumentación
La partitura está escrita para piano solista y una gran orquesta formada por:
- Viento madera: 3 flautas (la tercera doblando al flautín), 3 oboes (el tercero doblando al corno inglés), 3 clarinetes (el tercero doblando al clarinete bajo), 3 fagotes (el tercero doblando al contrafagot).
- Viento metal: 4 trompas, 4 trompetas, 4 trombones, tuba.
- Percusión: timbales, tres percusionistas, celesta.
- Cuerda: 1 arpa y una sección de cuerdas con violines I y II, violas, violonchelos y contrabajos.

## Estructura y análisis
La obra consta de cuatro movimientos:
I. 32 Variazioni Sopra un accordo di Beethoven
II. Scherzo per la mano sinistra
III. Quasi una fantasia
IV. Cadenza e finale prestissimo
La interpretación de la obra dura aproximadamente 35 minutos. Los movimientos primero y cuarto del concierto rinden homenaje a la música de Ludwig van Beethoven y Frédéric Chopin. El primer movimiento, por ejemplo, es un conjunto de 32 variaciones inspiradas en el acorde de siete notas del compás 208 de la Sinfonía n.º 9 de Beethoven. El número de variaciones en sí es un guiño a Beethoven, cuyas 32 variaciones para piano en do menor y las 32 sonatas para piano se encuentran entre sus obras más significativas. La vigésima segunda variación del movimiento también hace referencia a la apertura de la Sonata para piano n.° 26 "Les adieux". Del mismo modo, el cuarto movimiento se inspiró en un tema de once notas del movimiento final de la Sonata para piano n.° 2 de Chopin.

## Recepción de la obra
Al reseñar el estreno mundial, el crítico musical Patrick Corbin del The Indianapolis Star escribió: "Es una obra brillante y percusiva en la vena contemporánea que requiere un virtuosismo deslumbrante por parte del solista."
Al revisar una grabación de 2016 de Xiayin Wang y la Filarmónica de la BBC, Andrew Farach-Colton de Gramophone señaló: "El material temático se deriva del acorde disonante y crujiente que abre el final de la Novena Sinfonía de Beethoven, y hay un sentido conmovedor en toda la obra de mirar hacia atrás en el pasado sin dejar de mirar resueltamente hacia adelante." Añadió: "Siempre había pensado que esta obra era inferior al Concierto para piano n.º 1 más popular; esta grabación me ha hecho reconsiderar seriamente esa opinión."

## Discografía selecta
- 2001 – Ginastera: Piano Concertos n.º 1 & 2. Dora de Marinis (piano), Julio Malaval, Slovak Radio Symphony Orchestra (Naxos).[4]
- 2013 – Ginastera: The Three Piano Concertos. Barbara Nissman (piano), Kenneth Kiesler, Michigan University Symphony Orchestra (Pierian).[5]
- 2016 – Ginastera: Orchestral Works, Vol. 2. Xiayin Wang (piano), Juanjo Mena, Orquesta Filarmónica de la BBC (Chandos).[6]